# Допинговое дело STT
Допинговое дело STT (фин. Lahden MM-hiihtojen dopingskandaali 2001, швед. Dopningsskandalen i Lahtis 2001) — многолетнее дело о применении допинга финскими лыжниками, начатое в 1998 году финским информационным агентством STT и продолжавшееся до октября 2013 года, когда Яри Исомется, Харри Кирвесниеми и Янне Иммонен были приговорены уездным судом Хельсинки к шести месяцам тюремного заключения условно за употребление гормона эритропоэтина.

## История
В 1998 году, в преддверии Олимпийских игр 1998 года в Нагано, финское информационное агентство STT опубликовало ряд статей, в которых утверждалось, что в финской лыжной сборной применяется допинг. Лыжная федерация подала в суд на журналистов STT и выиграла дело, в результате которого в 2001 году Надворный суд приговорил бывшего журналиста и бывшего главного редактора STT к штрафу и крупным компенсациям за нанесенные убытки в пяти публичных оскорблениях.
После того как стали известны новые подробности о массовом применении допинга в финском лыжном спорте на чемпионате мира — 2001 в городе Лахти, полиция Финляндии начала новое расследование дела с тем, чтобы выяснить, основывались ли приговоры и полученные компенсации на ложных показаниях.
Дело о ложных показаниях было возбуждено полицией Финляндии после того, как бывший главный тренер Кари-Пекка Кюрё обнародовал новые подробности лыжного скандала, в которых утверждал, что допинг в финском лыжном спорте в 1990-е годы был хорошо налаженным и организованным делом (в своё время Кюрё был приговорен к штрафу за контрабанду допинговых веществ и за попытку подлога и пожизненно отстранен от тренерской деятельности). Согласно утверждению Кюрё, допинговая программа лыжников была разработана при содействии российских специалистов.
В июне 2011 года в ходе судебного разбирательства, Уездный суд Хельсинки приговорил бывшего лыжника Яри Рясянена к одному году условного заключения за злостное мошенничество (лыжник не признавал применение им в 1990-е гормона эритропоэтина, а бывшего тренера сборной по лыжам Пекку Вяхясёюринки к девяти месяцам условного заключения за злостное мошенничество (тренер, а также Антти Леппявуори присутствовали, когда в 1997 году во время чемпионата мира в Тронхейме врачи пустили кровь из вены лыжника Яри Рясянена с тем, чтобы снизить его уровень гемоглобина, однако на судебном процессе не было доказано, что Яри Пийрайнен и Леппявуори знали о применении гормона роста). 26 сентября 2012 года Надворный суд Хельсинки (суд второй инстанции), оставил в силе приговоры.
20 декабря 2012 года в материалах, переданных в прокуратуру, Яри Исомется Харри Кирвесниеми и Янне Иммонен были признаны подозреваемымы в даче ложных показаний в суде, отрицая применение допинга в финском лыжном спорте. На начавшемся 13 июня 2013 года в Хельсинки суде Яри Исомется и Харри Кирвесниеми отрицали свою вину, а Янне Иммонен признал употребление гормона эритропоэтина.
9 августа 2013 года Верховный суд не дал лыжнику Яри Рясянену и тренеру Пекке Вяхясёюринки права на обжалование приговора.